# Muntanya de Colitzà
La Muntanya de Colitzà és una muntanya de 517 metres que es troba entre els municipis de Mieres i de Santa Pau, a la comarca catalana de la Garrotxa.